# میکائیل بیرک‌یر
میکائیل بیرک‌یر (دانمارکی: Mikael Birkkjær؛ ‏ ۱۴ سپتامبر ۱۹۵۸) بازیگر اهل دانمارک است.
از فیلم‌ها یا برنامه‌های تلویزیونی که وی در آن نقش داشته‌است، می‌توان به وثیقه، جنایت و پل اشاره کرد.